# Mark Allen
Mark Allen (Antrim, 1986. február 22. –) északír profi snookerjátékos. 2004-ben megnyerte az amatőr snooker-világbajnokságot. A következő évben kezdte el profi pályafutását és mindössze három év alatt a legjobb 16 közé jutott.
Allen ötször jutott el az elődöntőig pontszerző versenyeken: a 2007-es Northern Ireland Trophy-n, a 2008-as Bahrain Championship-en, a 2009-es snooker-világbajnokságon, a 2010-es China Openen és a 2010-es UK Championship-en. 2009 júniusában megnyerte első profi címét, a meghívásos Jiangsu Classic versenyt Kínában. Első pontszerző döntőjébe a 2011-es UK Championship-en jutott be.
A balkezes Allen legmagasabb break-je 147, ami a maximum break a snookerben.

## Pályafutása

### Korai pályafutása
Mielőtt a 2005/2006-os szezonban profi lett, Allen megnyerte az Európa-bajnokságot és az IBSF Világbajnokságot, és Észak-Írország Bajnokságát a 14, 16 és 19 év alatti korosztályokban is. Korai pályafutását az Egyesült Királyság nemzeti lottótársasága segítette anyagilag.
A meghívásos rendszerű Észak-Írország Kupát röviddel azután tartották, hogy Allen profi lett. Mint helyi játékos, meghívást kapott és rögtön letette névjegyét, legyőzve Steve Davist és John Higginst, ezzel bejutva a negyeddöntőbe, mielőtt kikapott Stephen Hendry-től. Első szezonjában a legjobb 32 közé jutott a 2005-ös UK Championship-en és a 2006-os Welsh Openen. A 2006-os világbajnokságon az utolsó selejtezőkörig jutott, ahol 7–10-re kapott ki Andy Hickstől, 7–4-es vezetésről.
2007 márciusában először jutott be a világbajnokságra, három selejtezőmérkőzést nyerve, az utolsót 10-4-re Robert Milkins ellen. Áprilisban legyőzte a korábbi világbajnok Ken Doherty-t 10–7-re az első fordulóban a Crucible színházban, Sheffieldben, de a második fordulóban 9-13-ra kikapott Matthew Stevenstől. Ez volt az első alkalom, amikor egy tornán a legjobb 16 közé jutott és ezzel az eredménnyel a ranglistán 32 közé jutott (29 helyen).
A 2007-es Grand Prix versenyen egy Ken Doherty elleni mérkőzésen Allen egy incidensbe keveredett. Mivel elégedetlen volt, hogy a belökött fekete nem kerül vissza a helyére, öklével az asztal oldalsó falára vágott. A játékvezető közölte, hogy legközelebb figyelmeztetni fogja. Allent végül nem figyelmeztették, a mérkőzést megnyerte. Doherty így nyilatkozott: "Ez szégyen. Egy ilyen, viszonylag új embernek a profik között, súlyos hozzáállásbeli problémái vannak". Allen később így kommentálta az esetet: "Egyértelműen az én hibám volt, és ha ennek később valamilyen következménye lesz, állok elébe". Allen nem jutott be a verseny kiesési szakaszába.
A 2007-es Northern Ireland Trophy-n sok örömet szerzett szurkolóinak, mivel 5-3-ra legyőzte Graeme Dottot, és szintén 5-3-ra Ryan Day-t, bejutva élete első negyeddöntőjébe. Itt 5-3 arányban búcsúztatta Gerard Greene-t, így az elődöntőbe kerülve, ahol 3-6 arányban alulmaradt Fergal O’Brien-nel szemben. A következő UK Championship-en a legjobb 32 között megverte Stephen Hendry-t. A legjobb 16 közötti meccsén Mark Williams ellen az első három frame-ben két százas break-et is lökött, többek között ezek segítségével 5-1-es vezetésre tett szert, de Williams visszavágott, így végül 5-9 arányban elvesztette a mérkőzést. A 2008-as China Openen a negyeddöntőig jutott, ahol Shaun Murphy búcsúztatta. 2008-as snooker-világbajnokságon 6-3, 7-4 és 9-7 arányban is vezetett Stephen Hendry ellen, ám végül 9-10 arányban alulmaradt. Mivel azonban minden riválisa, aki a ranglista első 16 helyének valamelyikére pályázott, szintén az első körben kiesett, Allen a 16. helyen zárta a szezont.

### 2009–2011
A következő szezonban Allan ismét indult a világbajnokságon, és az első körben legyőzte Martin Gouldot. A második körben Ronnie O’Sullivan-nel találkozott, és 13-11-re megverte a címvédőt, bejutva a 2009-es sznúker világbajnokság negyeddöntőjébe. Ezután Ryan Day-t búcsúztatta hasonló arányban, de az elődöntőben 13-17-re kikapott John Higginstől. Nem sokkal világbajnoki szereplése után megnyerte első pontszerző tornáját, a 2009 Jiangsu Classic-ot, a döntőben 6-0 arányban legyőzve a hazai esélyest, Ding Junhuit.
A 2010-es Masters-en Allen 6-3-ra legyőzte a világbajnok John Higgins-et a legjobb 16 között, majd a negyeddöntőben 5-6 arányban maradt alul a későbbi győztes Mark Selby-vel szemben.
2010-es snooker-világbajnokságon, 2010. április 17-én Allen közel járt ahhoz, hogy a Tom Ford elleni mérkőzésen megszerezze élete első maximum break-jét, ahol 15 piros-fekete és a sárga után elrontotta a zöldet. Öt nappal később Allen a világbajnokság történetének első (önmaga második) 146-os break-jét érte el a Mark Davis elleni, 13-5-re megnyert mérkőzésen, a második fordulóban. A negyeddöntőben aztán 12–13 arányban kapott ki Graeme Dott-tól, 12–10-es vezetésről.
A 2010-es UK Championship-en Allen először jutott elődöntőbe, de ott kikapott a későbbi győztes John Higginstől. A Masters-en ismét az elődöntőig menetelt, és már 4-1 arányban vezetett Marco Fu ellen, de ellenfele zsinórban 5 frame-et nyerve 4-6-ra legyőzte. A 2011-es snooker-világbajnokságon Allen 11. kiemeltként Matthew Stevens-el játszott. Allen 6-9-es hátrányból fordított, és miután Stewens kihagyott egy győzelmet jelentő rózsaszínt, végül 10-9 re nyert. A második fordulóban legyőzte Barry Hawkinst 13-12-re. A negyeddöntőben végül Mark Williams állította meg 5-13-as győzelmével.

### 2011–2012
A szezont Allen a világranglista 12. helyén kezdte az első alkalommal megtartott Australian Goldfields Openen, ahol legyőzte Ryan Day-t és Marcus Campbellt. A negyeddöntőbe jutásért 5-3-ra kikapott riválisától, Stuart Binghamtől. A következő pontszerző a Shanghai Masters volt, ahol Allen a második fordulóban 4-2-es vezetésről 4-5-re kikapott Shaun Murphy-től, miután zsinórban három frame-et vesztett. Ezekkel az eredményekkel megtartotta 12. helyét a ranglistán az első frissítés után.
Adrian Gunnell, Ali Carter, Marco Fu és Ricky Walden legyőzésével a 2011-es UK Championship-en életében először volt döntős. Pontszerző versenyeken ezelőtt ötször is volt ugyan elődöntős, de mindannyiszor kiesett. A döntőben Judd Trump volt az ellenfele, akivel szemben addigi mérkőzéseik mérlege 2-1 volt. Allen 3-1-es vezetéssel kezdett a 19 nyert frame-ig tartó mérkőzésen, de a következő hét frame-et elvesztette, így 3-8-as hátrányba került. Ez a hátrány kihozta Allenből a legjobbat, így a következő 6 frame-ből ötöt megnyert, köztük hármat százas break-kel. Ez azonban kevés lett, és Trump 8-10 arányban győzött. Allen így nyilatkozott a döntő után: "Tudtam, hogy nehéz lesz amiatt, ahogyan játszik, amilyen jól és gyorsan szerzi a pontokat, és nem éreztem, hogy rosszul játszanék, de Judd olyan jól játszott, hogy nehéz volt vele versenyezni". A tornán Allen érte el a legtöbb százas break-et, ötöt.

## Rivalizálás
Allen rossz viszonyban van Stuart Bingham-mel. Miután Bingham 12-9-es vezetésről 12-13-ra kikapott Ding Junhuitól a 2011-es snooker-világbajnokságon, Allen "töketlennek" nevezte, elismerve, hogy az ellentétnek története van és nem boldogulnak egymással. Bingham viszonzásul idiótának nevezte Allent és a feszültség igen jelentős lett a két játékos között, mivel a 2011-es Australian Goldfields Open-en a második fordulójában egymás ellen kellett játszaniuk. A mérkőzés előtt Bingham elmondta, hogy régóta várja a mérkőzést és nagyon szeretne már játszani. Azt is kijelentette, nem érdekli, Allen mit gondol, annál nagyobb öröm számára legyőzni. Bingham betartotta a mérkőzés előtti szavait és 5-3-ra győzött, majd ezután a tornát is megnyerte, a döntőben 5-8-as hátrányból 9-8-ra fordítva Mark Williams ellen. Amikor a 2011-es UK Championship sorsolása megtörtént, kiderült, Allen és Bingham összefuthatnak a negyeddöntőben. A találkozót várva Bingham kijelentette, hogy "a viszály nem ért véget" és elkerüli Allent, egy szót sem szólva hozzá a legközelebbi mérkőzésükig. A meccs azonban nem jött létre, mivel Bingham már az első fordulóban alulmaradt Marco Fuval szemben.

## Vita
Allen a 2011-es UK Championship első fordulójában a győzelme utáni sajtótájékoztatón felszólította a Professzionális Biliárd és Sznúker Világszövetség (WPBSA) elnökét, Barry Hearnt a lemondásra. Allen magyarázata szerint Hearn megválasztása előtt megígérte, nem változtat a fontosabb tornák szerkezetén (világbajnokság, UK és a Masters). Ennek ellenére a UK Championship-en az előző évekkel ellentétben nem 17, hanem csak 11 nyert frame-ig tartottak a mérkőzések. Allen ezután káromkodott, amikor Hearnről beszélt egy sajtókonferencián.
A WPBSA bejelentette, hogy Allen a fegyelmi bizottság elé fog kerülni és büntetésre számíthat. Hearn maga így kommentálta az esetet: "túl elfoglalt vagyok, hogy buta kisfiúk buta kis megjegyzéseivel foglalkozzak". Amikor Allen megtudta, hogy Hearn az egész esemény alatt szabadságon van, kijelentette, hogy ez egy "vicc" és megerősítette korábbi megjegyzéseit.

## Magánélete
Allennek van egy Lauren nevű lánya, egy korábbi kapcsolatából a szintén snookerjátékos Reanne Evans-szel.

## Fordítás
- Ez a szócikk részben vagy egészben  a   Mark Allen (snooker player) című angol Wikipédia-szócikk ezen változatának fordításán alapul.  Az eredeti cikk szerkesztőit annak laptörténete sorolja fel. Ez a jelzés csupán a megfogalmazás eredetét és a szerzői jogokat jelzi, nem szolgál a cikkben szereplő információk forrásmegjelöléseként.